# Xiphocentron mexico
Xiphocentron mexico är en nattsländeart som beskrevs av Ross 1949. Xiphocentron mexico ingår i släktet Xiphocentron och familjen Xiphocentronidae. Inga underarter finns listade i Catalogue of Life.